# Урицкое (Тверская область)
Урицкое — деревня в Осташковском районе Тверской области. До 2017 г. входила в состав Свапущенского сельского поселения.

## География
Расположено на так называемом бывшем Старорусском тракте на реке Гусинка. Расстояния до Свапуще 8 км, до Осташкова — 63 км.

## История
Впервые упоминается в 1859 году, как деревня Царёв Подол Рвеницкого прихода Залесской волости, она состояла из 25 дворов в которых проживал 181 государственный крестьянин. В 1889 году деревня состояла из 42 дворов, в ней проживало 227 человек. В 1918 году деревня Царёв Подол была переименована в Урицкое, в память об убитом советском деятеле М. С. Урицком. В 1930 году организован колхоз «Красная Звезда». В годы Великой Отечественной войны деревня не пострадала. В 1950-м году местный колхоз был включен в колхоз имени Урицкого деревни Рвеницы. С этого времени деревню начинает покидать население, если в 1950-м году в ней проживало 84 человека, то по переписи 1989 г. в ней осталось только два жителя.

## Население
| 2008 | 2010 |
| ---- | ---- |
| 2    | ↘0   |